# Léon Giran-Max
Pour les articles homonymes, voir Giran (homonymie).
Léon Giran-Max est un peintre français né le 24 juillet 1867 à Paris, ville où il est mort le 18 avril 1927.

## Biographie

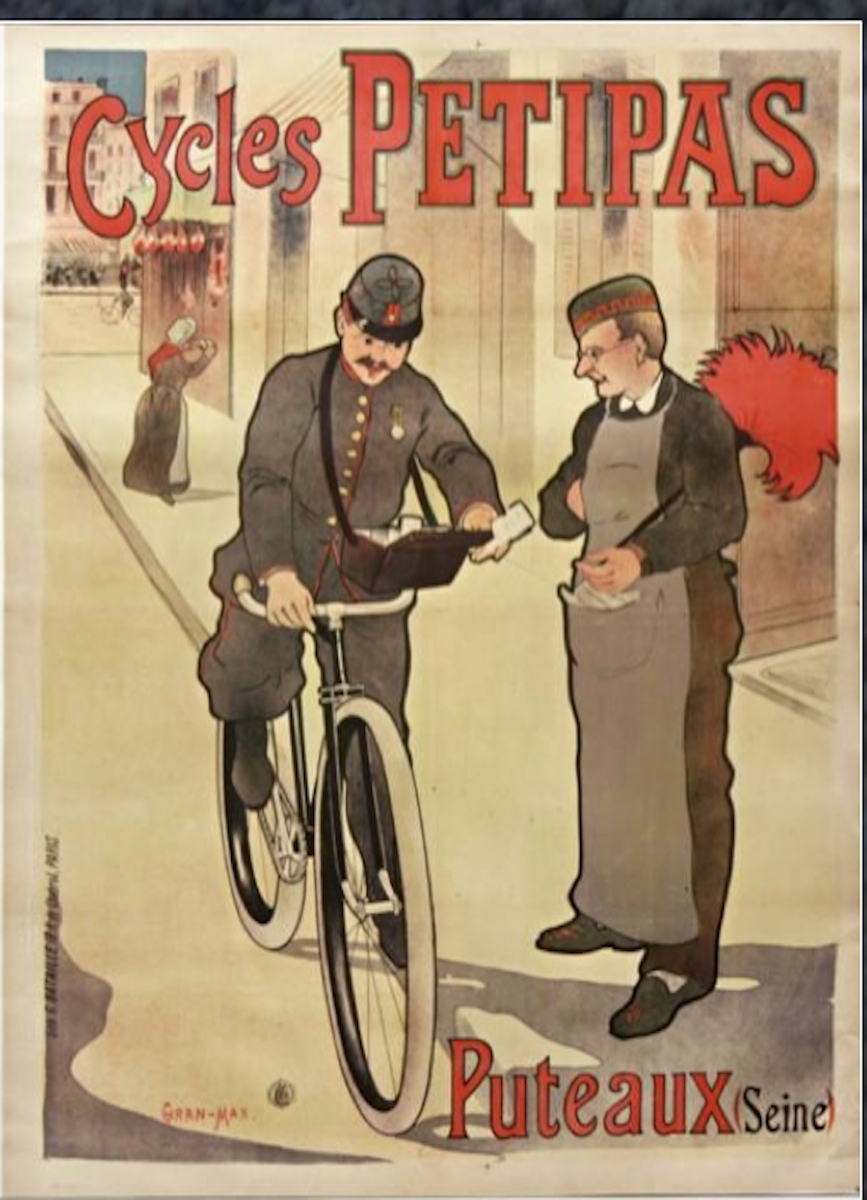
Cycle Petitpas (1900), affiche.

Léon Giran-Max est membre de la Société nationale des beaux-arts.
Le Barc de Boutteville lui consacre une exposition personnelle en 1898. On lui doit des paysages d'Espagne, de Bretagne, et du Midi, aux couleurs soutenues et à la touche vigoureuse. C'est surtout sur les bords de l'Oise et de la Seine qu'il recherche ses motifs. Depuis son atelier installé à Neuville-sur-Oise en aval d'Éragny où séjourne son ami Octave Linet, il sillonne les berges de Conflans-Sainte-Honorine jusqu'à Auvers-sur-Oise pour en saisir la lumière.
Il est l'un des cofondateurs du Salon d'automne et en fut le trésorier en 1903. Il expose au Salon de la Société nationale des beaux-arts et au Salon des indépendants. Celui-ci lui rendra un hommage posthume en 1928.
Léon Giran-Max est nommé chevalier de la Légion d'honneur en 1926. Il est inhumé au cimetière de Saint-Ouen (28e division). 

Œuvres attribuées à Léon Giran-Max
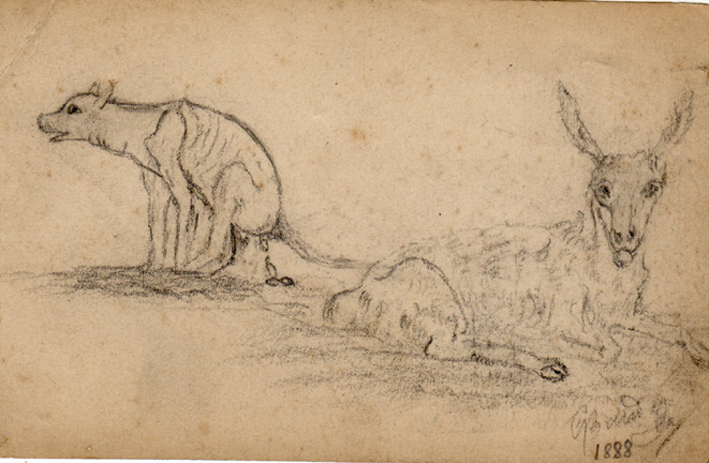
Biche et chien (1888), collection Ucciani.
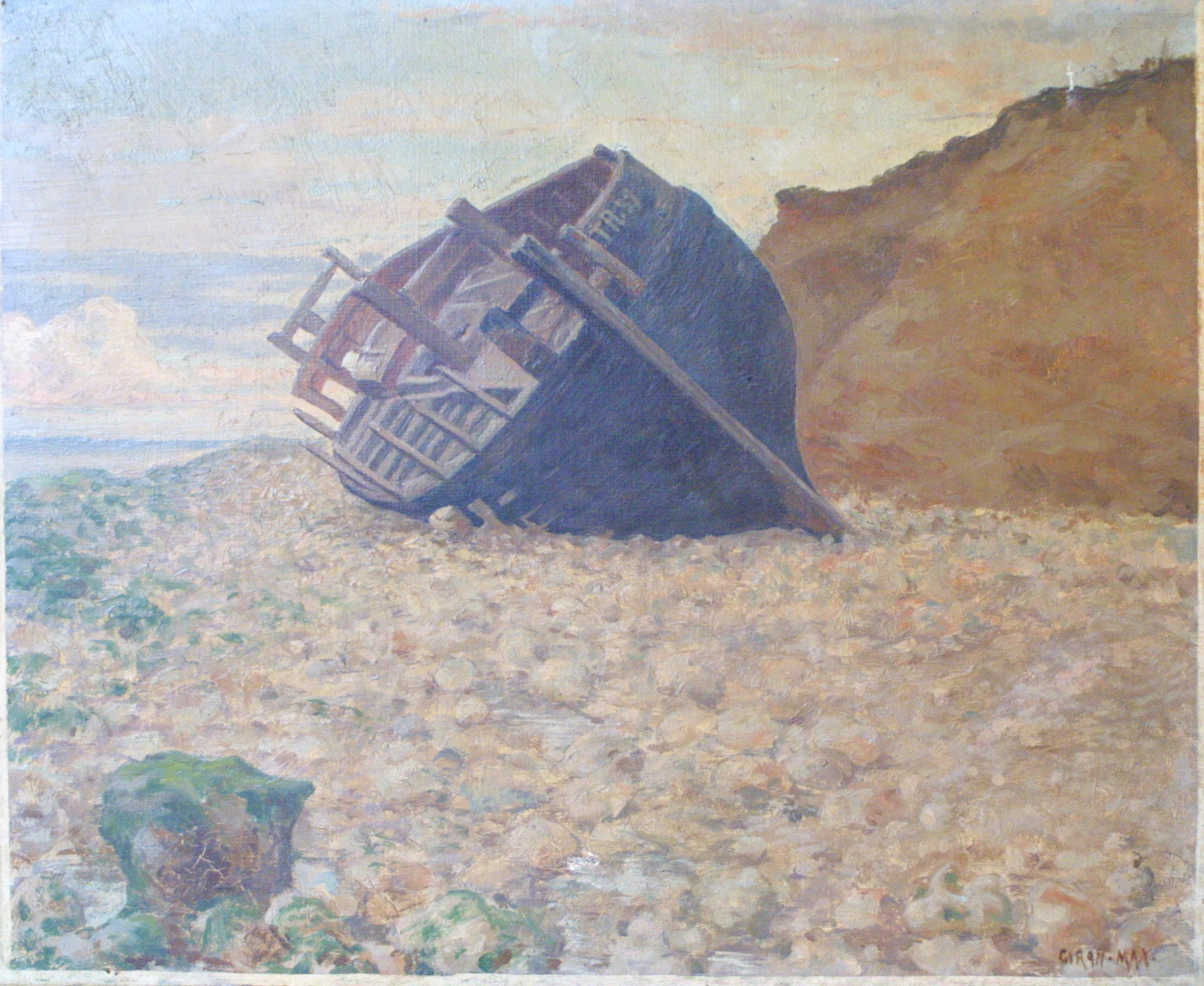
Épave d'Auberville (1907), collection Ucciani.
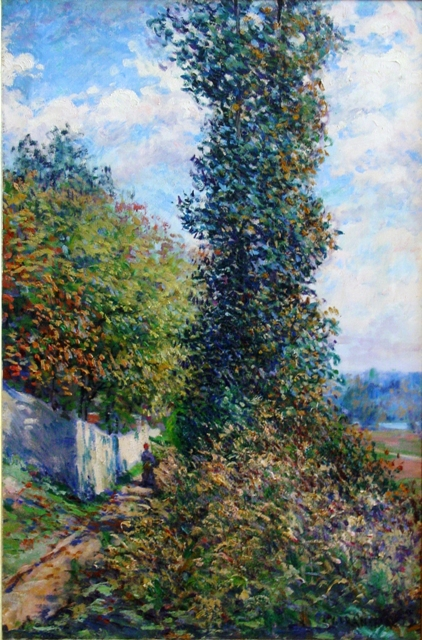
Chemin dans les arbres (1919), localisation inconnue.